# Francisco Rada
Francisco „Pacho“ Rada Bautista (* 11. Mai 1907 in Las Mulas, Plato, Magdalena, Kolumbien; † 17. Juli 2003 in Santa Marta, Kolumbien) war ein kolumbianischer Akkordeonspieler, Komponist und Sänger.
Viele seiner Kompositionen werden heute von diversen Pop-Gruppen Kolumbiens gespielt und gelten landesweit als Klassiker. Rada gilt als der Erfinder des „Son“, eines der vier Vallenato-Rhythmen. Sein Leben wird in dem Film El Acordeón del Diablo (Regie: Stefan Schwietert, D/CH 2000) dargestellt.
Francisco Rada hat Gabriel García Márquez zu der Figur des Troubadours „Francisco El Hombre“ in seinem Roman Hundert Jahre Einsamkeit inspiriert.